# Kill or Cure (film 1914)
Kill or Cure è un cortometraggio muto del 1914 diretto da Harry Lambert (Harry Lambart).

## Trama
Trama di Moving Picture World synopsis in (EN)  su IMDb

## Produzione
Il film fu prodotto dalla Vitagraph Company of America.

## Distribuzione
Distribuito dalla General Film Company, il film - un cortometraggio in una bobina - uscì nelle sale cinematografiche statunitensi il 7 ottobre 1914.